# قورد الدرن عجم
قورد الدرن‌ عجم هي قرية في مقاطعة شوط‌، إيران. يقدر عدد سكانها بـ 125 نسمة بحسب إحصاء 2016.